# والتر ستيوارت ديل
والتر ستيوارت ديل (بالإنجليزية: Walter Stuart Diehl)‏ هو ضابط ومهندس أمريكي، ولد في 3 ديسمبر 1893 في جونزبورو في الولايات المتحدة، وتوفي في 21 نوفمبر 1976 في واشنطن العاصمة في الولايات المتحدة.